# Число Стокса
Число Стокса (англ. Stokes number, рос. число Стокса) — характеристика аерозольних частинок (St). Інколи його розглядають як інерційний параметр. Визначається за рівнянням: 
St = 2τ(Vt – vt)Dp,
де τ — характеристичний час релаксації для даної частинки, (Vt – vt) — різниця швидкостей краплі та аерозольної частинки, Dp — діаметр маленької краплі. 
Названа на честь ірландського фізика Джорджа Стокса.